# Pénzecske-ripacsgomba
A pénzecske-ripacsgomba (Biscogniauxia nummularia) a Xylariaceae családba tartozó, Európában és Észak-Amerikában honos, lombos fák (főleg bükk) elhalt vagy meggyengült ágain, törzsén élő, nem ehető gombafaj. 

## Megjelenése
A pénzecske-ripacsgomba termőtestpárnája (sztrómája) lapos és kerek (5-20 mm átmérőjű) vagy szabálytalanul ovális, (15-50 (120) mm x 10-22 (60) mm); vastagsága 0,6-0,8 mm. Alsó részén széles felületen csatlakozik a aljzat faanyagához; növekedése közben a meglevő fakérget áttöri. Színe szénfekete. A fiatal termőtestet világosbarna réteg védi, amely később egyben leválik. 
Húsa a termőréteg alatt jelentéktelen vastagságú, szürkés vagy sötétbarna. Szaga és íze nem jellegzetes. 
Mikroszkopikus jellemzők: a termőrétegben a peritéciumok tojásdadok vagy majdnem kerekdedek, 0,4-0,5 6m szélesek és 0,5-0,7 mm magasak. Az amiloid aszkuszok rövid nyélen ülnek. Az aszkospórák sötétbarnák vagy feketések, oválisak, simák, méretük 11,5 x 13,5 µm.

### Hasonló fajok
A kőris-ripacsgomba vagy a szegett tekegomba hasonlíthat hozzá.

## Elterjedése és termőhelye
Európában és Észak-Amerikában honos.
Elhalt vagy meggyengült lombos fák (szinte kizárólag bükk, ritkán tölgy vagy szelídgesztenye) ágain, törzsén él, azok anyagát bontja. A termőtestek egyesével vagy kisebb csoportokban jelennek meg. Egész évben látható. 

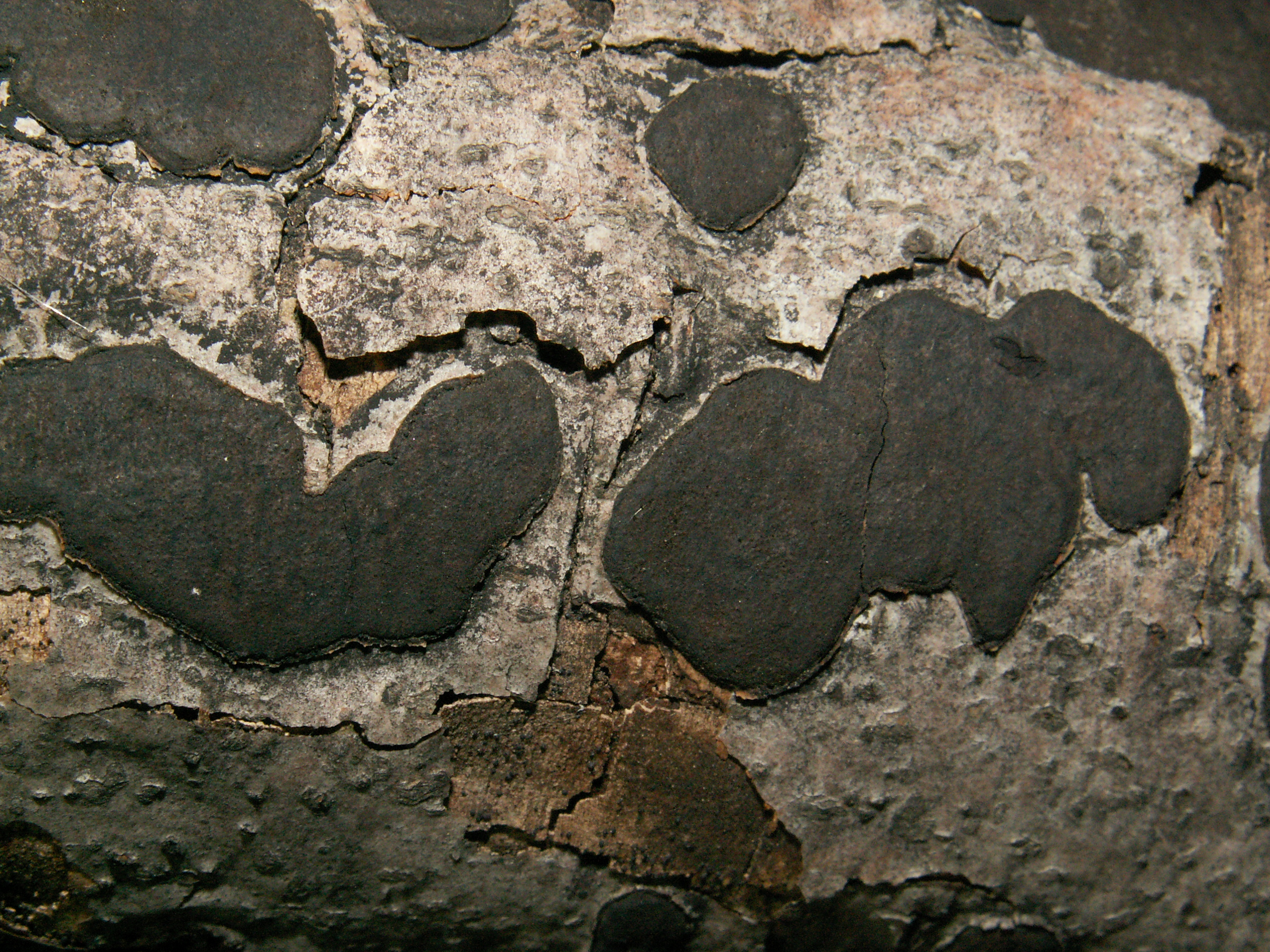
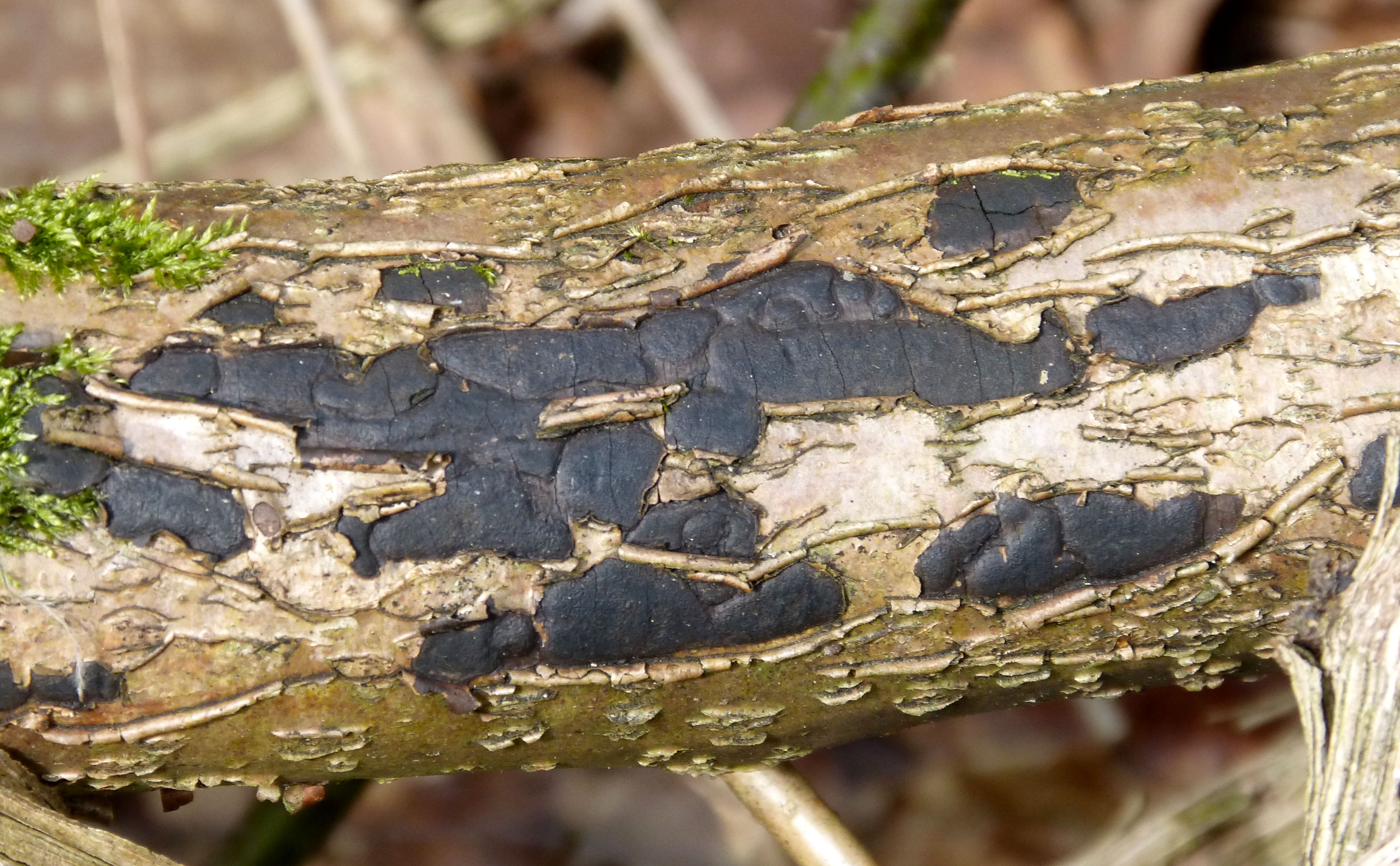
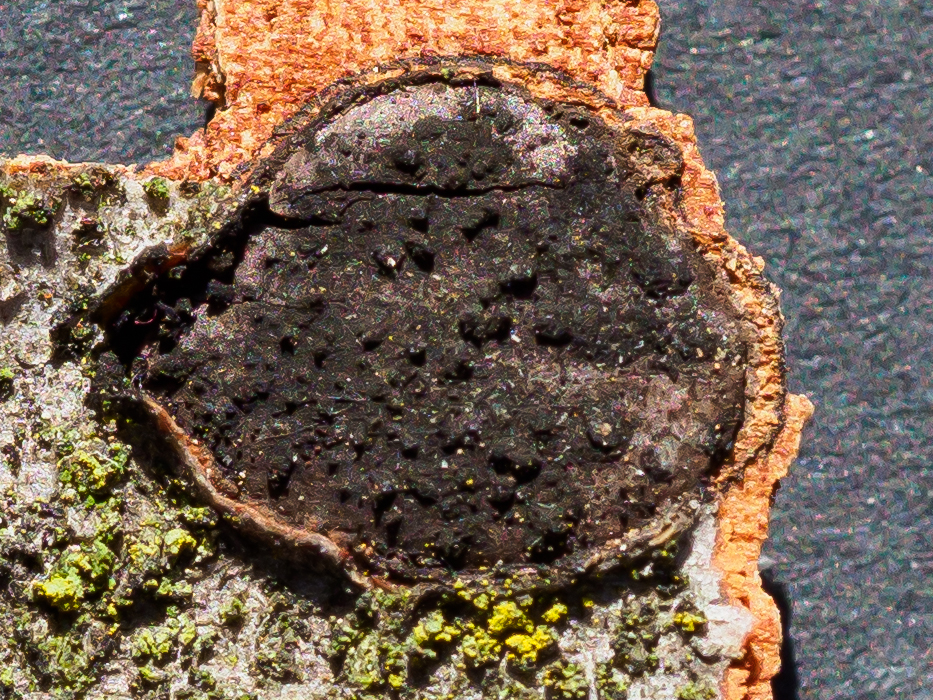
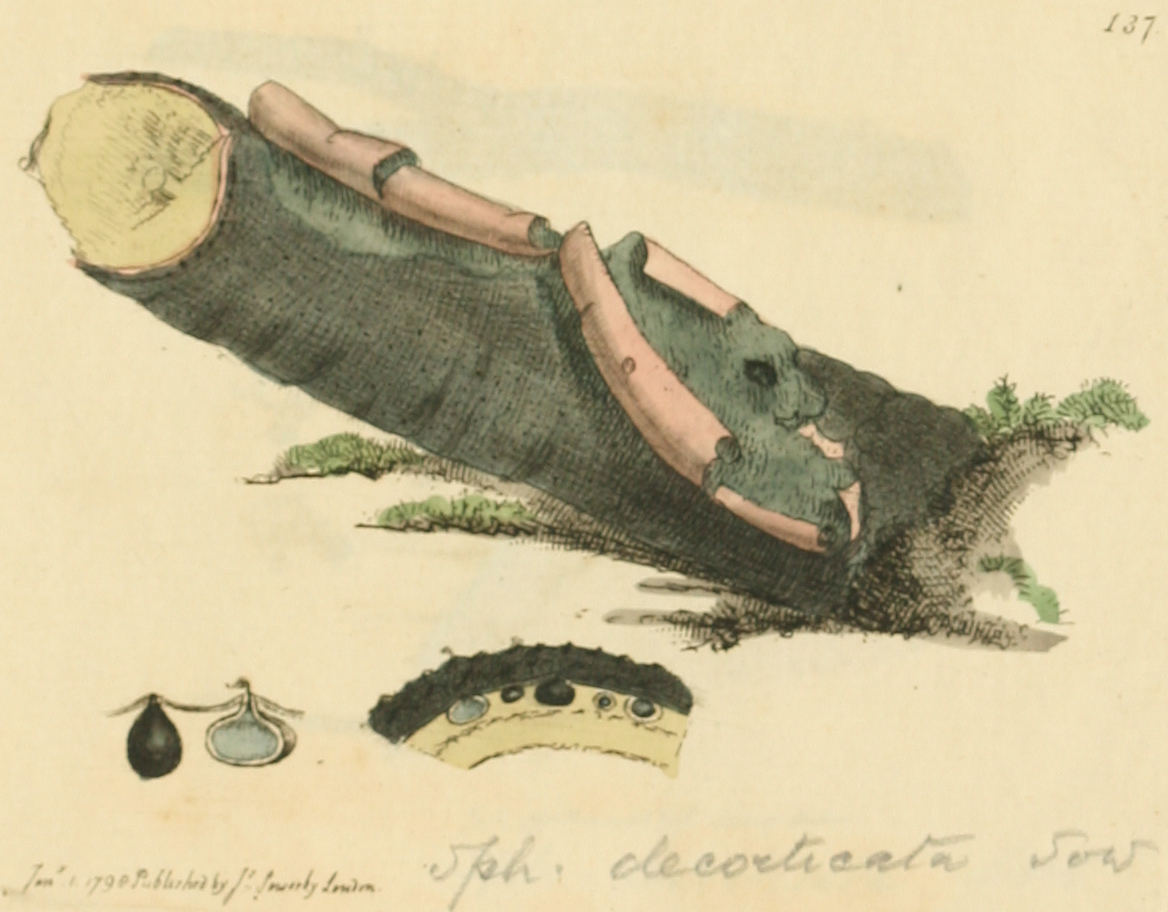

Nem ehető.  